# Подмошшя (Шимський район)
Подмошшя (рос. Подмошье) — присілок в Шимському районі Новгородської області Російської Федерації.
Населення становить 9 осіб. Входить до складу муніципального утворення Уторгоське сільське поселення.

## Історія
Від 2004 року входить до складу муніципального утворення Уторгоське сільське поселення.

## Населення
| 2010 |
| ---- |
| 9    |